# Konstancija Tuluška
Konstancija Tuluška (oko 1180. – poslije 12. svibnja 1260.) bila je kći Rajmunda VI. Tuluškog i Beatrice de Béziers, a također i kraljica Navare kao prva supruga kralja Sanča VII. Navarskog. Od njega se rastala 1200.
Nakon toga se Konstancija udala za Petra Bermonda II. od Sauvea, s kojim je imala djecu:
- Petar Bermond
- Rajmond
- Bermond
- kći
- Beatrica
- Sibila